# Piperi
Piperi (grekiska: Πιπέρι) är en mindre ö i Grekland. Den ligger i ögruppen Sporaderna och regionen Thessalien, i den östra delen av landet, 160 km norr om huvudstaden Aten. Arean är 5,1 kvadratkilometer.